# Perdita confinis
Perdita confinis är en biart som beskrevs av Timberlake 1971. Perdita confinis ingår i släktet Perdita och familjen grävbin. Inga underarter finns listade i Catalogue of Life.